# Kiufatu
Kiufatu is een bestuurslaag in het regentschap Timor Tengah Selatan van de provincie Oost-Nusa Tenggara, Indonesië. Kiufatu telt 3213 inwoners (volkstelling 2010).